# Liste der Kunstwerke im öffentlichen Raum in Linz

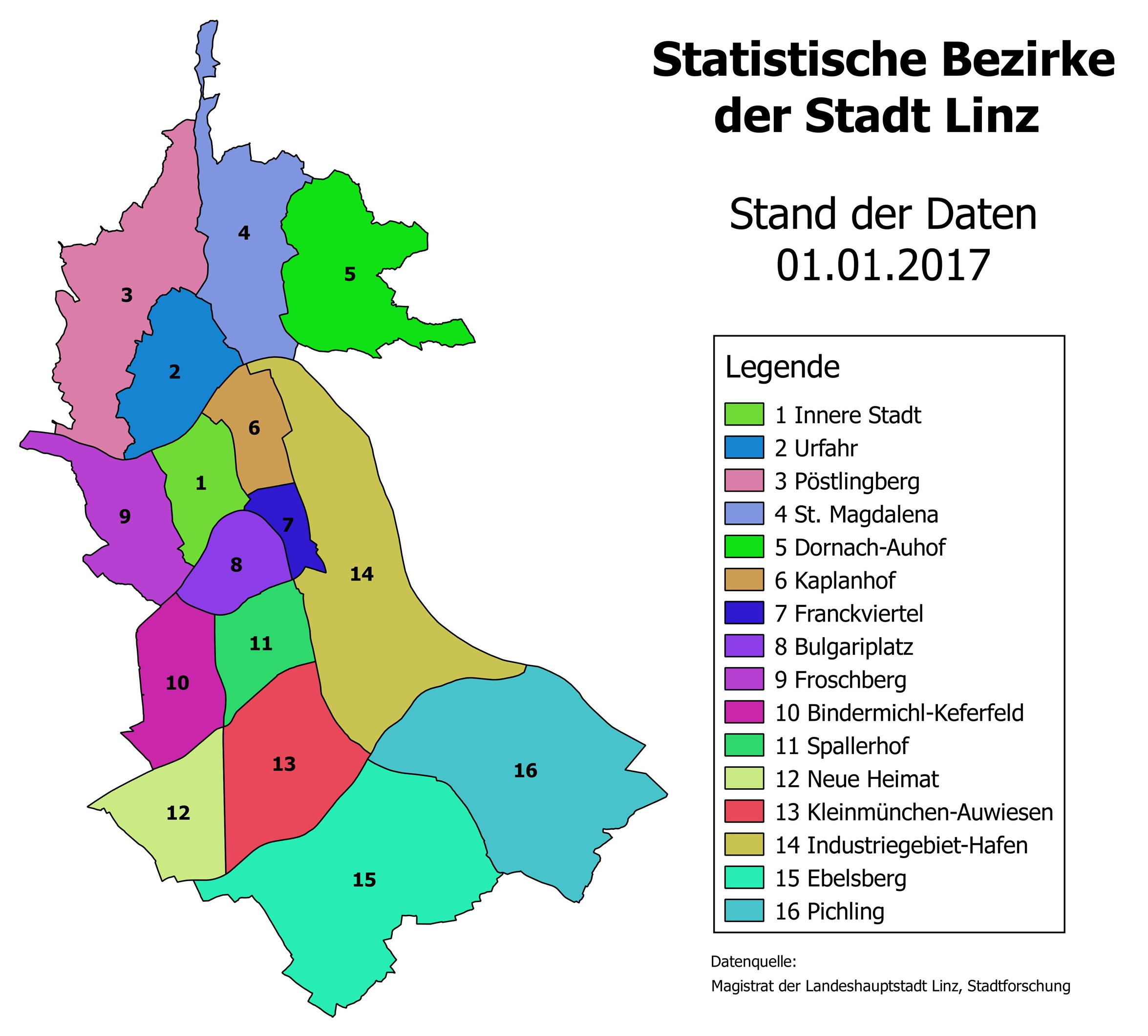
Karte der Linzer Bezirke

Die Liste der Kunstwerke im öffentlichen Raum in Linz ist eine Übersichtsseite. Sie enthält die nach den Stadtteilen geordneten Listen der dauerhaft installierten künstlerischen Objekte oder Kleindenkmäler, die im öffentlichen Raum, also auf Straßen, Plätzen oder in öffentlichen Parks zu sehen sind. 
Denkmäler, profane Skulpturen und Plastiken, sakrale Kleindenkmäler, Brunnen, Gedenktafeln oder Kunst am Bau sind in den Listen angegeben, sofern sie vom Archiv der Stadt Linz als Kunstwerke im öffentlichen Raum (Public Art, eigentlich:Denkmäler) verzeichnet und mit einer eindeutigen Identifikationsnummer (ID) ausgestattet sind.
- Liste der Kunstwerke im öffentlichen Raum in Linz-Innenstadt
- Liste der Kunstwerke im öffentlichen Raum in Linz-Urfahr
- Liste der Kunstwerke im öffentlichen Raum in Linz-Pöstlingberg
- Liste der Kunstwerke im öffentlichen Raum in Linz-St. Magdalena
- Liste der Kunstwerke im öffentlichen Raum in Linz-Dornach-Auhof
- Liste der Kunstwerke im öffentlichen Raum in Linz-Froschberg
- Liste der Kunstwerke im öffentlichen Raum in Linz-Kaplanhof
- Liste der Kunstwerke im öffentlichen Raum in Linz-Franckviertel
- Liste der Kunstwerke im öffentlichen Raum in Linz-Industriegebiet-Hafen
- Liste der Kunstwerke im öffentlichen Raum in Linz-Bulgariplatz
- Liste der Kunstwerke im öffentlichen Raum in Linz-Bindermichl-Keferfeld
- Liste der Kunstwerke im öffentlichen Raum in Linz-Spallerhof
- Liste der Kunstwerke im öffentlichen Raum in Linz-Neue Heimat
- Liste der Kunstwerke im öffentlichen Raum in Linz-Kleinmünchen-Auwiesen
- Liste der Kunstwerke im öffentlichen Raum in Linz-Ebelsberg
- Liste der Kunstwerke im öffentlichen Raum in Linz-Pichling